# Hjørring (commune)
Pour la ville qui donne son nom à la commune, voir Hjørring.
Hjørring est une commune du Danemark, située dans la région du Jutland du Nord ; c’est également le nom de son chef-lieu, et d’une ancienne commune d’avant la réforme communale de 2007 (voir plus bas). Elle comptait 64 610 habitants en 2019, pour une superficie de 929,58 km2.

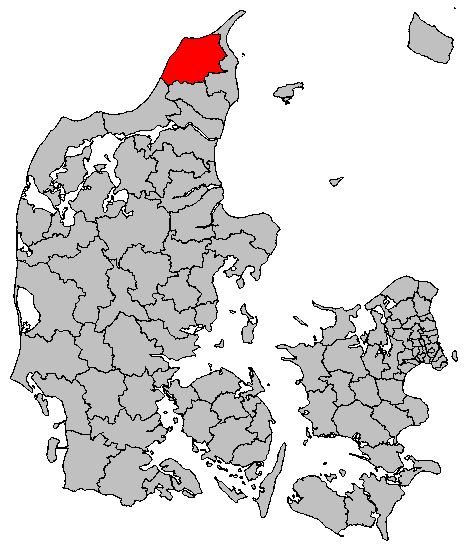
La commune d’Hjørring

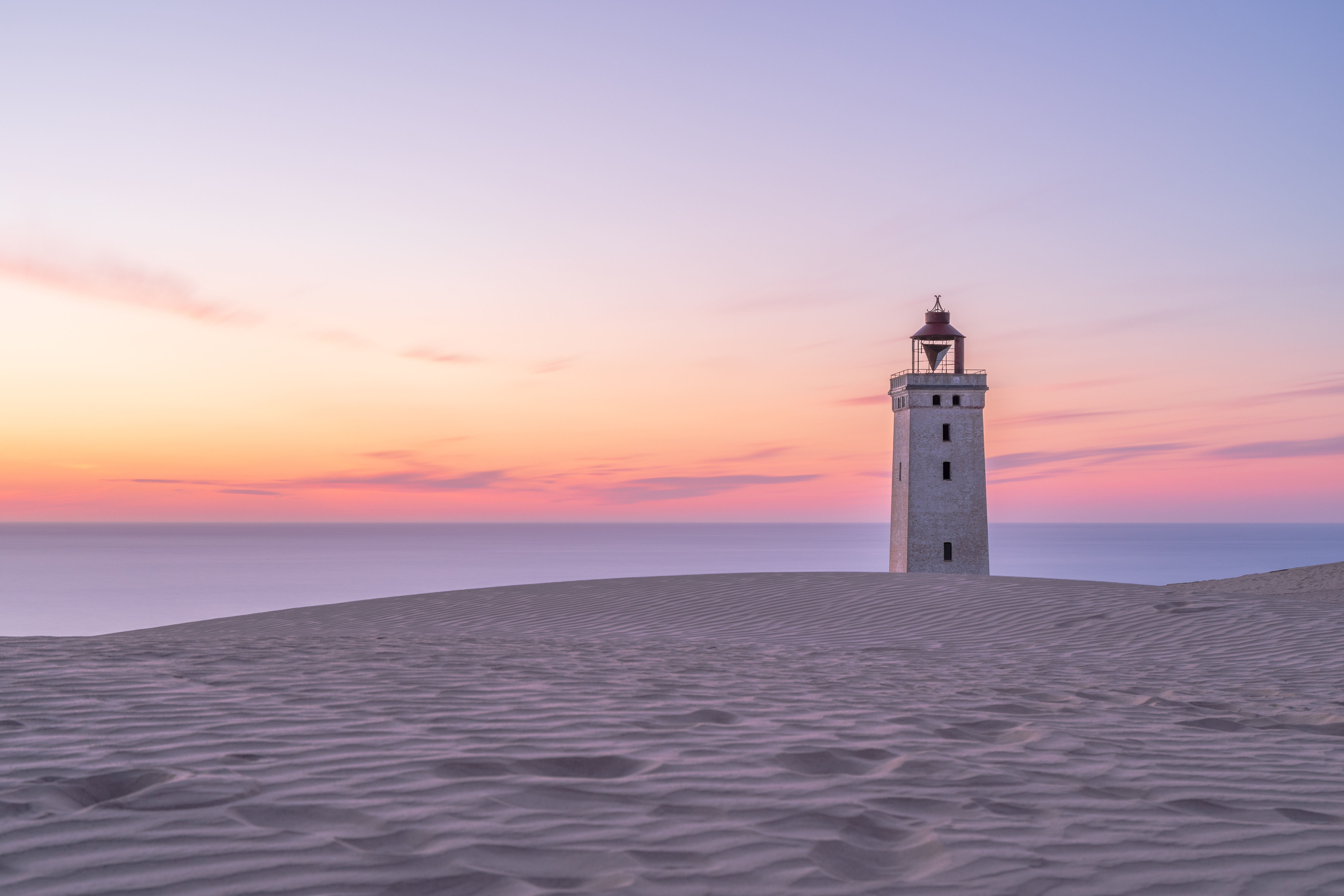
Le phare de Rubjerg Knude sur le territoire d'Hjørring.

## Politique

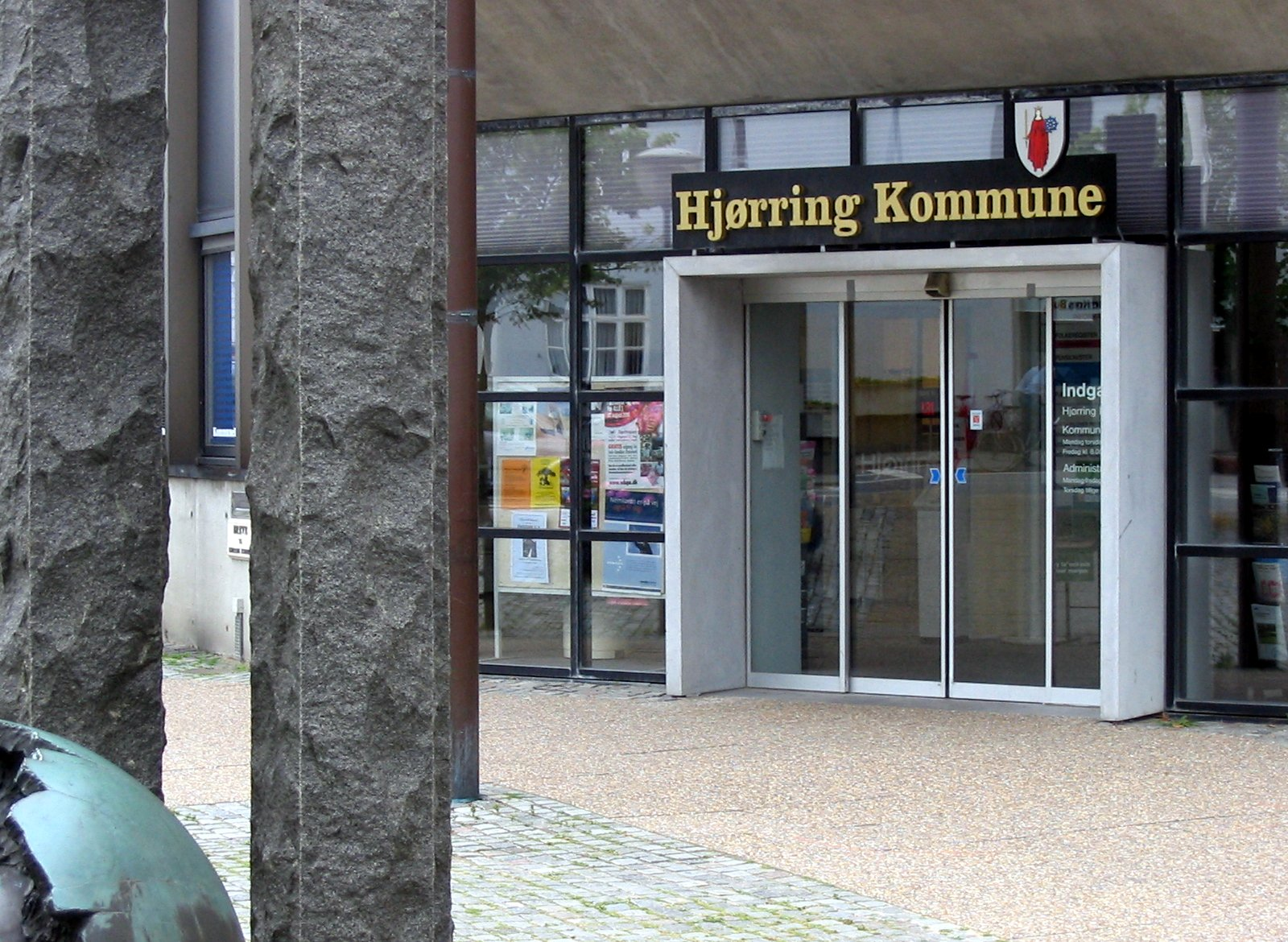
Siège de la commune.

L’actuelle commune a été formée lors de la réforme communale de 2007, par la fusion de l’ancienne commune homonyme avec celles de Hirtshals, Løkken-Vrå et Sindal.
| Période          | Période          | Identité    | Étiquette        | Qualité |
| ---------------- | ---------------- | ----------- | ---------------- | ------- |
| 1er janvier 2007 | 31 décembre 2009 | Finn Olesen | Social-démocrate |         |
| 1er janvier 2010 | En cours         | Arne Boelt  | Social-démocrate |         |

| Parti/liste                       | Voix   | Sièges |
| --------------------------------- | ------ | ------ |
| Parti social-démocrate            | 8 448  | 9      |
| Gauche radicale                   | 776    | 0      |
| Parti populaire conservateur      | 1 849  | 2      |
| Parti socialiste populaire danois | 3 659  | 3      |
| Alliance libérale                 | 20     | 0      |
| Chrétiens démocrates              | 141    | 0      |
| Parti populaire danois            | 1 605  | 1      |
| Liste locale                      | 5 145  | 5      |
| Venstre                           | 11 555 | 11     |
| Alliance rouge et verte           | 367    | 0      |